# Рила (національний парк)
Національний парк «Рила» (болг. Национален парк „Рила“) — найбільший за площею національний парк Болгарії, який займає площу в 810,46 км² і розташований на горі Рила. Заснований 24 лютого 1992 року для захисту екосистем національної важливості. Висота варіюється з 800 м у Благоєвграда до 2925 м на піку Мусала (найвищому на Балканському півострові). Включає в себе 120 льодовикових озер, в тому числі сім Рильських озер. Витоки багатьох річок знаходяться в національному парку, в тому числі одна з найбільших річок Балкан — Мариця, і найбільша болгарська річка Іскир. Парк розташований на території Софійської, Кюстендильської, Благоєвградської і Пазарджикської областей. Включає в себе чотири заповідники: Паранаглиця, Центральнорилський, Ібарський і Скакавицький.
Національний парк «Рила» є однією з найбільших і найцінніших охоронних природних зон Європи. Відноситься до другої категорії парків за класифікацією МСОП. Два заповідники з чотирьох включені у список ООН особливо охоронних природних територій, всі чотири включені у Світову мережу біосферних заповідників в рамках програми ЮНЕСКО «Людина і біосфера».
Парк входить до складу Родопських змішаних лісів, які відносяться до палеарктичних лісів помірної зони. Ліси займають 534,81 км² (60% усієї площі). Нараховується приблизно 1400 видів судинних рослин, 282 види мохів і 130 видів прісноводних водоростей. Фауна представлена 48 видами ссавців, 99 видами птахів, 20 видами плазунів та амфібій, 5 видами риб і 2934 видами безхребетних тварин (з них 282 ендеміки).